# Sanzeno
Sanzeno település Olaszországban, Trento megyében. Lakosainak száma 923 fő (2023. január 1.). Sanzeno Cles, Dambel, Novella, Romallo, Romeno, Ville d'Anaunia és Predaia községekkel határos.

## Népesség
A település népességének változása:
| Lakosok száma | 918  | 928  | 923  |
|               | 2017 | 2018 | 2023 |